# Patto Segni
Pakt Segniego (wł. Patto Segni, PS) – włoska centrowa partia polityczna, działająca w latach 1993–2003.

## Historia
Partię założył deputowany Mariotto Segni, syn prezydenta Włoch Antonia Segniego, działający wcześniej w Chrześcijańskiej Demokracji i Sojuszu Demokratycznym. Ugrupowanie założono w okresie licznych przemian na scenie politycznej, związanych z upadkiem na skutek afer korupcyjnych większości dotychczasowych formacji. Przed wyborami w 1994 PS wspólnie z Włoską Partią Ludową powołały na potrzeby wyborów większościowych koalicję Pakt dla Włoch (z udziałem m.in. republikanów). Lista partyjna uzyskała ok. 4,6% głosów, co przełożyło się na 13 mandatów w Izbie Deputowanych XII kadencji. W tym samym roku PS uzyskał trzy mandaty w Parlamencie Europejskim IV kadencji.
Pakt Segniego pozostawał ugrupowaniem opozycyjnym, ulegał jednak licznym rozłamom. M.in. już w 1994 czterech posłów (w tym Giulio Tremonti) przeszło na stronę centroprawicowego rządu Silvia Berlusconiego. W 1996 kandydaci partii znaleźli się na liście wyborczej wchodzącego w skład Drzewa Oliwnego Odnowienia Włoskiego, uzyskując łącznie dziewięć miejsc w obu izbach włoskiego parlamentu. Trzy lata później Mariotto Segni został ponownie europosłem jako jedyny kandydat PS, które tworzyło koalicję wyborczą z Sojuszem Narodowym. W kolejnych latach ugrupowanie praktycznie zaprzestało jakiejkolwiek aktywności, w 2003 zostało rozwiązane w związku z utworzeniem niewielkiej formacji pod nazwą Pakt Liberalnych Demokratów.